# 本町 (高松市)
本町（ほんまち）は、香川県高松市中心部の町丁。郵便番号は760-0032。全域が住居表示に関する法律に基づく住居表示実施地区である。

## 地理
高松市役所より1.0km、高松市中心部の都心に位置し、北は市道北浜町4号線、東は東浜港（高松港）及び市道高松港海岸線、南は瀬戸大橋通り及びことでん琴平線の鉄道敷、西はフェリー通りによって区切られている。町内は中央を横断する瀬戸大橋通り沿線を中心に事務所が入居するビルが立地しているが、それ以外は史跡高松城跡玉藻公園に隣接した閑静な住宅街を形成し、東部に面する東浜港周辺は漁師町の面影を残している。
2010年国勢調査による人口は428人（男206人/女222人）、世帯数は245世帯、面積は4万6420.65m2、人口密度は9220.0人/km2。公立小学校・中学校の校区は全域が高松第一小学校・中学校（小中一貫）に属している。
町内における都市計画法に基づく用途地域は、全域が容積率400%の商業地域である。

## 歴史
町名の由来は高松城総曲輪内の町人地（内町5町）の中央部にあたる町という意。
江戸時代には高松城総曲輪内に位置するいわゆる内町5町の一つであり、現在の町域には戦後に消滅した魚屋町、内磨屋町、工町及び上横町の大部分を内包している。
江戸時代前期における本町は、高松の産土神を祀る石清尾八幡宮の祭礼に際して各町が奉納する飾船が先頭であったり、藩内で扱うロウの専売を許された問屋（梶原平四郎）や呉服所の御用商人（諏訪五兵衛）が住み、御使者長屋や藩主の信仰にかかわる厨子などを寄進した不動庵が町内に位置していたりするなど、城下町の各町の中では特権的地位にあった。この体制は江戸時代中期以降になると薄らいでいる。
当町の北西部にあった魚屋町は、漁師と魚介類を扱う商人が住んでいたことから名付けられ、各時代の城下図には魚ノタナや魚場に加え古くからの魚棚という表記もされている。慶応年間の城下図には魚問屋の福島屋や魚会所、魚市場が描かれている。1930年（昭和5年）には内堀が埋め立てられ、魚屋町は港に面した町ではなくなり、現在はフェリー通りが通り、香川県立ミュージアムや旧高松市立城内中学校が立地している。
当町の北部にあった内磨屋町は、武士の槍先や刀などを研ぐ研師や鏨師が多く住んでいたことに由来し、曲輪外の城下町にあった研屋町（後に外磨屋町→現磨屋町）に対して曲輪内に位置する磨屋町として名付けられた。しかし、江戸時代中期以降になると城下町にある外磨屋町の方が栄え始め、次第に職人町としての特性は薄らいだ。
当町の南東部にあった工町（）は、諸工匠が多く居住していたことに因むが、寛永17年の城下図には「たたみや町」と記され、その後享保年間の城下図になると工町と記されている。畳表を取り扱う商人や畳職人などが住む町であった。
当町の南西部にあった上横町は、御用屋敷の横に成立したことから名付けられた。この御用屋敷は松平氏時代に城の東側拡張に伴い設置され、後に前御屋敷となったが明治維新後に取り払われ、跡地を殿町と呼んだ。
1890年（明治23年）2月15日にはそれまで城下町各町の集合体であった高松の区域を以って市制を施行して高松市が成立し、本町、魚屋町、内磨屋町、工町、上横町はその一部となった。1945年（昭和20年）7月4日未明にはアメリカ軍による無差別絨毯爆撃「高松空襲」を受け、町内全てが灰燼に帰した。空襲で壊滅的な被害を受けた高松市中心部では大部分で土地区画整理事業（戦災復興土地区画整理事業）が施行され、当町でも第一工区二次として区画整理の対象となり、町内の多くの街路が拡張・改良された。この区画整理事業の完工となる換地処分公告は1964年（昭和39年）1月25日である。1958年（昭和33年）に本町の一部を玉藻町へ、魚屋町の一部を本町及び北浜町へ、工町の一部を本町及び丸の内、上横町の全域を本町及び丸の内へ、北浜町及び内町の各一部を本町へ編入し、上横町は消滅した。その後さらに1964年（昭和39年）には本町の一部を鶴屋町へ、魚屋町の残余を本町及び北浜町へ、内磨屋町の全域を鶴屋町及び本町へ、工町の残余を本町及び鶴屋町へ、内町及び北浜町の各一部を本町へ編入し、この時点で残る魚屋町、内磨屋町、工町も消滅している。1969年（昭和44年）2月10日には住居表示の実施に伴い、本町の一部を丸の内、玉藻町及び鶴屋町へ、鶴屋町及び北浜町の各一部を本町へ編入した。

## 主要施設
掲載順は住居表示による街区符号・住居番号順
- 遠山文化服装女学院
- 四国電力丸の内変電所
- たまも動物病院